# Upodobitve Jezusa
Upodobitev Jezusa v slikovni obliki sega v zgodnjo krščansko umetnost in arhitekturo, saj je bil anikonizem v krščanstvu v prednicejskem obdobju zavrnjen.  Trajalo je nekaj stoletij, da so dosegli konvencionalno standardizirano obliko njegovega fizičnega videza, ki je od takrat naprej v veliki meri ostal stabilen. Večini podob Jezusa je skupnih več lastnosti, ki so zdaj skoraj povsod povezane z Jezusom, čeprav so vidne različice.
Konvencionalna podoba popolnoma bradatega Jezusa z dolgimi lasmi se je pojavila okoli leta 300 našega štetja, vendar se je uveljavila šele v 6. stoletju v vzhodnem krščanstvu in veliko kasneje v zahodnem. Vedno je imela to prednost, da je bila zlahka prepoznavna in da je Jezusa razlikovala od drugih podob, prikazanih okoli njega, kar doseže tudi uporaba svetniškega sija. Prejšnje podobe so bile veliko bolj raznolike.
Podobe Jezusa ponavadi kažejo etnične značilnosti, podobne tistim iz kulture, v kateri je bila podoba ustvarjena. Prepričanja, da so nekatere podobe zgodovinsko verodostojne ali da so pridobile avtoritativni status iz cerkvene tradicije, ostajajo močna med nekaterimi verniki v vzhodnem pravoslavju, anglikanizmu in rimskokatolištvu. Torinski prt je zdaj najbolj znan primer, čeprav sta bili podoba iz Edese in Veronikin prt morda bolj znani v srednjem veku.
V Novi zavezi je samo en opis Jezusovega fizičnega videza, ki je v knjigi Razodetja Raz 1,12-16.

## Zgodnje krščanstvo

### Pred Konstantinom
Razen Jezusa, ki nosi cicit – posebej zavozlane obredne resice na talitu (oblačilo z resicami, ki so ga verni Judje in Samarijani nosili kot molitveni šal) – v Mateju Mt 14,36 in Luki Lk 8,43–44, v nobenem kanoničnem evangeliju ni nobenega fizičnega opisa Jezusa. V Apostolskih delih naj bi se Jezus prikazal kot luč z neba, ki je začasno oslepela apostola Pavla, vendar ni podana nobena posebna oblika. V knjigi Razodetje je videnje, ki ga je avtor imel o »nekom, kot je Sin človekov« v obliki duha: »oblečen v ogrinjalo, ki mu sega do nog in z zlatim pasom okoli prsi. Lasje na njegovi glavi so bili bele kakor volna in njegove oči so bile kakor goreč ogenj. Njegove noge so bile kakor žgan bron, ki žari v peči (...) Njegov obraz je bil kakor sonce, ki sije v vsem svojem sijaju« (Razodetje Raz 1,12–16). Uporaba opisa Jezusa iz Razodetja v umetnosti je bila na splošno omejena na ilustracije same knjige in nič v svetem spisu ne potrjuje podobnosti duhovne oblike s fizično obliko, ki jo je Jezus prevzel v svojem življenju na Zemlji.
Eksodus 2 Mz 20,4–6 »Ne delaj si rezane podobe« je ena od desetih zapovedi, zaradi katere so bile judovske upodobitve posameznikov iz 1. stoletja redke. Toda odnos do razlage te zapovedi se je skozi stoletja spreminjal, tako da so rabini v 1. stoletju v Judeji ostro nasprotovali upodabljanju človeških figur in postavljanju kipov v templje, babilonski Judje v 3. stoletju pa so imeli drugačna stališča; in čeprav ne obstaja nobena figuralna umetnost iz rimske Judeje v 1. stoletju, se je umetnost na stenah sinagoge Dura razvila brez ugovora rabinov v začetku 3. st.
Med preganjanjem kristjanov pod Rimskim cesarstvom je bila krščanska umetnost nujno prikrita in dvoumna, v skupini, ki je še vedno imela velik del članov judovskega porekla, ki so bili obkroženi s prefinjenimi poganskimi podobami bogov, je bila sovražna do malikov. Irenej Lyonski (umrl ok. 202), Klemen Aleksandrijski (umrl 215), Laktancij (umrl 240–ok. 320) in Evzebij Cezarejski (umrl ok. 339) niso odobravali upodobitev Jezusa v podobah. 36. kanon neekumenska sinoda v Elviri leta 306 se glasi: »Odločeno je bilo, da v cerkvah ni nobenih podob in da se na stenah ne slika tisto, kar se časti ali obožuje«, kar je razložil Jean Calvin in drugi protestanti kot prepoved izdelovanja Kristusovih podob. To vprašanje je ostalo predmet polemike do konca 4. stoletja.
Najzgodnejša ohranjena krščanska umetnost izvira iz poznega 2. do zgodnjega 4. stoletja na stenah grobnic, ki so najverjetneje pripadale premožnim kristjanom v rimskih katakombah, čeprav literarni dokazi morda vsebujejo tabelne ikone, ki so, kot npr. skoraj vse klasično slikarstvo, izginile.
Sprva so Jezusa predstavljali posredno s piktogramskimi simboli, kot so ihtis (riba), pav ali sidro (Labarum ali Chi-Rho je bil kasnejši razvoj). Zdi se, da je bil staurogram (tau-rho) zelo zgodnja predstavitev križanega Jezusa v svetih besedilih. Pozneje so bili uporabljeni personificirani simboli, vključno z Jonom, čigar trije dnevi v trebuhu kita so vnaprej predstavljali interval med Kristusovo smrtjo in vstajenjem; Daniel v levji jami; ali Orfej, ki očara živali. Podoba »Dobrega pastirja«, golobradega mladeniča v pastoralnih prizorih, ki zbira ovce, je bila najpogostejša med temi podobami in verjetno v tem obdobju ni bila razumljena kot portret zgodovinskega Jezusa. Nadaljuje klasičnega Kriofora (figura, ki nosi ovna), v nekaterih primerih pa lahko predstavlja tudi Hermasov pastir, priljubljeno krščansko literarno delo iz 2. stoletja.
Med najzgodnejšimi upodobitvami, ki so jasno namenjene neposredni predstavitvi samega Jezusa, je mnoge, ki ga prikazujejo kot dojenčka, ki ga običajno drži njegova mati, zlasti v Čaščenju Treh kraljev, ki velja za prvo teofanijo ali prikaz učlovečenega Kristusa širšemu svetu. Najstarejši znani portret Jezusa, ki so ga našli v Siriji in je datiran okoli leta 235, ga prikazuje kot golobradega mladeniča avtoritativnega in dostojanstvene drže. Upodobljen je oblečen v slogu mladega filozofa, s kratko postriženimi lasmi ter oblečen v tuniko in palij - znake dobre vzgoje v grško-rimski družbi. Iz tega je razvidno, da nekateri zgodnji kristjani niso upoštevali zgodovinskega konteksta Jezusa Juda in so ga vizualizirali izključno v smislu svojega družbenega konteksta, kot kvazi-junaško figuro, brez nadnaravnih atributov, kot je svetniški sij.
Jezusov videz je imel nekaj teoloških implikacij. Medtem ko so nekateri kristjani mislili, da bi moral imeti Jezus lep videz mladega klasičnega junaka, so gnostiki mislili, da lahko poljubno spreminja svoj videz, za kar so kot dokaz navajali srečanje v Emavsu, so drugi, vključno cerkvena očeta Justin († 165) in Tertulijan († 220) sta po Izaiju Iz 53,2 verjela, da je Kristusova zunanjost nepomembna: »ni imel ne oblike ne lepote, da bi ga gledali, ne lepote da se ga veselimo«. Toda ko je pogan Kelzij okrog leta 180 zasmehoval krščansko vero, ker ima grdega Boga, je Origen († 248) citiral Psalm Ps 45,3: »Opaši si meč na svoje stegno, močni, s svojo lepoto in poštenostjo« Pozneje so se poudarki vodilnih krščanskih mislecev spremenili; sveti Hieronim († 420) in Avguštin iz Hipona († 430) sta trdila, da je moral biti Jezus idealno lep po obrazu in telesu. Za Avguština je bil »lep kot otrok, lep na zemlji, lep v nebesih«.
Od 3. stoletja naprej sta prva jasno vidna pripovedna prizora iz Kristusovega življenja: Jezusov krst, naslikan v katakombi okoli leta 200  in čudež Lazarjevega vstajenja, oba ki se jasno prepozna po vključitvi goloba Svetega Duha v krste in navpičnega, v prt zavitega Lazarjevega telesa. Drugi prizori ostajajo dvoumni – pojedina ljubezni je morda mišljena kot zadnja večerja, toda pred razvojem priznanega fizičnega videza Kristusa in atributov, kot je svetniški sij, tega ni mogoče ugotoviti, saj se naslovi ali napisi redko uporabljajo. Obstaja nekaj ohranjenih prizorov iz Kristusovih del iz okoli leta 235 iz cerkve Dura-Europos na perzijski meji cesarstva. V 4. stoletju je bilo upodobljenih veliko večje število prizorov, ki običajno prikazujejo Kristusa kot mladega, brez brade in s kratkimi lasmi, ki mu ne segajo do ramen, čeprav obstajajo precejšnje razlike.
Jezus je včasih prikazan, kako dela čudeže s palico, kot na vratih Santa Sabina v Rimu (430–432). S palico spremeni vodo v vino, pomnoži kruh in ribe ter obudi Lazarja. Ko je na sliki ozdravljen, le polaga na roke. Palica naj bi bila simbol moči. Mladostnik z golim obrazom s palico morda nakazuje, da so nekateri zgodnji kristjani Jezusa imeli za uporabnika magije ali čudežnega delavca. Pred 2. stoletjem ni bilo najdenih umetnin, ki bi upodabljale Jezusa s palico. Nekateri učenjaki menijo, da evangelij po Marku, skrivni evangelij po Marku in evangelij po Janezu (tako imenovani evangelij znamenj) prikazujejo takšnega čudodelca, uporabnika magije, čarovnika ali božanskega človeka. Samo apostol Peter je tudi v starodavni umetnosti upodobljen s palico.
Druga upodobitev, vidna od poznega 3. stoletja ali zgodnjega 4. stoletja naprej, je prikazovala Jezusa z brado in je v nekaj desetletjih lahko zelo blizu konvencionalnemu tipu, ki se je pozneje pojavil. Rečeno je bilo, da se ta upodobitev različno opira na imperialne podobe, tip klasičnega filozofa in Zevsa, voditelja grških bogov, ali Jupitra, njegovega rimskega ekvivalenta in zaščitnika Rima. Po besedah umetnostnega zgodovinarja Paula Zankerja ima bradati tip že od samega začetka dolge lase in razmeroma dolgo brado (v nasprotju s kratko "klasično" brado in lasmi, ki so jih vedno dajali sv. Petru in večini drugih apostolov); ta upodobitev je posebej povezan s "karizmatičnimi" filozofi, kot so Evfrat Stoik, Dion Hrizostom in Apolonij iz Tijane, od katerih so nekateri trdili, da delajo čudeže.
Po zelo zgodnjih primerih ok. leta 300 se ta upodobitev večinoma uporablja za hieratične podobe Jezusa, prizori iz njegovega življenja pa bodo bolj verjetno uporabljali golobradi, mladostni tip. Nagnjenost starejših učenjakov, kot je Talbot Rice, da vidijo golobradega Jezusa kot povezanega s "klasičnim" umetniškim slogom, bradatega pa kot "vzhodnega" sloga, ki črpa iz starodavne Sirije, Mezopotamije in Perzije, se zdi nemogoče ohraniti in ne funkcija v novejših analizah. Prav tako so bili neuspešni poskusi, da bi na dosledni osnovi razlago za vrsto, izbrano v določenem delu, povezali z različnimi teološkimi pogledi tistega časa. Od 3. stoletja naprej so nekateri krščanski voditelji, kot je Klemen Aleksandrijski, krščanskim moškim priporočali nošenje brad Tudi prečka na sredini je bila vidna že od vsega začetka in je bila povezana tudi z dolgolasimi filozofi.

### Po Konstantinu
Od sredine 4. stoletja, potem ko je bilo krščanstvo leta 313 uzakonjeno z Milanskim ediktom in je pridobilo cesarsko naklonjenost, je obstajala nova vrsta podob Kristusa kralja , ki so uporabljale enega od dveh fizičnih tipov, opisanih zgoraj, vendar je prevzel kostum in pogosto poze cesarske ikonografije. Ti so se razvili v različne oblike Kristusa v slavi. Nekateri učenjaki zavračajo povezavo med političnimi dogodki in razvojem v ikonografiji, saj vidijo spremembo kot povsem teološko spremembo, ki je posledica premika koncepta in naslova Pantokratorja (»vladarja vsega«) od Boga Očeta (še vedno ni upodobljen v umetnosti) Kristusu, kar je bil razvoj istega obdobja, ki ga je morda vodil Atanazij Aleksandrijski († 373).
Druga upodobitev je črpala iz klasičnih podob filozofov, ki so v rimskih sarkofagih pogosto prikazani kot mladostni "intelektualni čudaki"; slika Traditio Legis sprva uporablja ta tip. Postopoma so Jezusa prikazovali kot starejšega in v 5. stoletju je podoba z brado in dolgimi lasmi, zdaj s svetniškim sijem, začela prevladovati, zlasti v Vzhodnem cesarstvu. V najzgodnejšem velikem ciklu mozaikov Nove zaveze, v Sant'Apollinare Nuovo, Ravena (ok. 520), je Jezus brez brade kljub obdobju svojega delovanja do prizorov trpljenja, po katerih je prikazan z brado.
Dobri pastir, ki je zdaj jasno identificiran kot Kristus, s svetilko in pogosto bogatimi oblačili, je še vedno upodobljen, kot na mozaiku apside v cerkvi Santi Cosma e Damiano v Rimu, kjer je dvanajst apostolov upodobljenih kot dvanajst ovac pod cesarskim Jezusom ali v mavzoleju Gale Placidije v Raveni.
Ko je bradati dolgolasi Jezus postal običajna upodobitev Jezusa, so se poteze njegovega obraza počasi začele standardizirati, čeprav je ta proces v vzhodni Cerkvi trajal vsaj do 6. stoletja, v zahodni, kjer so bili čisto obriti še veliko dlje. Jezusi so pogosti do 12. stoletja, kljub vplivu bizantinske umetnosti. Toda v poznem srednjem veku je brada postala skoraj vsesplošna in ko je Michelangelo na svoji freski Poslednja sodba v Sikstinski kapeli (1534–1541) prikazal čisto obritega Kristusa, podobnega Apolonu, je bil deležen vztrajnih napadov v protireformacijskem ozračju Rima za to, pa tudi za druge stvari.
Francoski učenjak Paul Vignon je naštel petnajst podobnosti (»oznak«, kot je tilaka)  med večino Jezusovih ikon po tej točki, še posebej v ikonah Kristusa Pantokratorja (Vsemogočnega Mesijo). Trdi, da je to posledica dostopnosti Podobe iz Edese (za katero trdi, da je identična Torinskemu prtu, prek Konstantinopla)  umetnikom. Vsekakor so podobe, za katere verjamejo, da imajo čudežni izvor, ali Hodigitrija, za katero se verjame, da je Marijin portret iz življenja svetega Luke, v zgodnjem srednjem veku na splošno veljale za verodostojne in so močno vplivale na upodobitve. V vzhodnem pravoslavju je bila oblika podob in se v veliki meri šteje za razodeto resnico, s statusom, ki je skoraj enak svetemu spisu, cilj umetnikov pa je kopiranje prejšnjih podob brez izvirnosti, čeprav se slog in vsebina podob dejansko spremenita nekoliko čez čas.
Kar zadeva zgodovinski videz Jezusa, v enem od možnih prevodov Prvega pisma apostola Pavla Korinčanom, Pavel poziva kristjane v Korintu 1. st., naj nimajo dolgih las. Pelagijev zgodnji komentar (ok. 354 n. š. – ok. 420/440 n. š.) pravi: »Pavel se je pritoževal, ker so se moški vznemirjali zaradi svojih las, ženske pa so se v cerkvi bahale s svojimi dolgimi kodri. Ne samo, da je bilo to sramotno zanje, ampak tudi je bilo tudi napeljevanje k nečistovanju.« Nekdo je ugibal, da je bil Pavel nazirit, ki je imel dolge lase, čeprav je takšno ugibanje v nasprotju s Pavlovo izjavo v 1. Korinčanom 1 Kor 11,14, da so dolgi lasje za moške so bili takrat sramotni. Jezus je bil praktični Jud, zato je domnevno imel brado.

## Kasnejša obdobja
Do 5. stoletja so se začele pojavljati upodobitve pasijona, kar je morda odraz spremembe v teološkem fokusu zgodnje Cerkve. Rabbulovi evangeliji iz 6. stoletja vključujejo nekaj najzgodnejših ohranjenih podob križanja in vstajenja. Do 6. stoletja je bradata upodobitev Jezusa postala standardna na Vzhodu, čeprav je Zahod, zlasti v severni Evropi, še več stoletij mešal bradate in nebradate upodobitve. Upodobitev s podolgovatim obrazom, dolgimi ravnimi rjavimi lasmi, razdeljenimi na sredini, in mandljastimi očmi kaže skladnost od 6. stoletja do danes. Razvile so se različne legende, za katere se je verjelo, da potrjujejo zgodovinsko točnost standardne upodobitve, kot je podoba Edese in kasneje Veronikin prt.
Deloma za pomoč pri prepoznavanju prizorov so se pripovedne upodobitve Kristusovega življenja vse bolj osredotočale na dogodke, ki se praznujejo ob večjih praznikih cerkvenega koledarja, in na dogodke pasijona, pri čemer so zanemarili čudeže in druge dogodke Jezusovega javnega delovanja, razen za vstajenje Lazarja, kjer je bilo mumiji podobno zavito telo prikazano stoječe pokonci, kar daje nedvoumen vizualni podpis.  Svetniški sij je nosil le Jezus (in druge osebe Trojice), medtem ko so svetniški siji razločevali Marijo, apostole in druge svetnike, kar je gledalcu pomagalo brati vedno bolj poseljene prizore.
Obdobje bizantinskega ikonoklazma je delovalo kot ovira za razvoj na vzhodu, vendar je bila umetnost v 9. stoletju spet dovoljena. Jezusova preobrazba je bila glavna tema na Vzhodu in vsak vzhodnopravoslavni menih, ki se je izučil v ikonografstvu, je moral dokazati svojo obrt tako, da je naslikal ikono spremenjenja. Medtem ko so bile zahodne upodobitve vedno bolj usmerjene k realizmu, so v vzhodnih ikonah slabo upoštevanje perspektive in spremembe velikosti in razmerja podobe namenjene doseganju duhovnega pomena onkraj zemeljske resničnosti.
V 13. stoletju je prišlo do preobrata v prikazovanju mogočne Kyriosove podobe Jezusa kot čudodelca na Zahodu, saj so frančiškani začeli poudarjati Jezusovo ponižnost tako ob njegovem rojstvu kot smrti prek rojstva in križanja. Frančiškani so se približali obema koncema tega spektra čustev in ko so bile radosti rojstva dodane agoniji križanja, se je pojavila povsem nova vrsta čustev s širokim kulturnim vplivom na podobo Jezusa stoletja po tem.
Po Giottu so Fra Angelico in drugi sistematično razvili preproste podobe, ki so se osredotočale na upodobitev Jezusa z idealno človeško lepoto, v delih, kot je Zadnja večerja Leonarda da Vincija, verjetno prva slika visoke renesanse. Jezusove podobe so zdaj vsaj v nekaterih položajih črpale iz klasičnih kipov. Vendar je veljalo, da je šel Michelangelo v svojem golobradem Kristusu na freski Poslednja sodba v Sikstinski kapeli, ki je zelo jasno prilagodil klasične skulpture Apolona, veliko predaleč, tej poti pa so drugi umetniki le redko sledili.
Visoka renesansa je bila sočasna z začetkom protestantske reformacije, ki je, zlasti v svojih prvih desetletjih, nasilno nasprotovala skoraj vsem javnim verskim podobam kot malikovalskim, in veliko število jih je bilo uničenih. Postopoma so Jezusove podobe postale sprejemljive za večino protestantov v različnih kontekstih, zlasti v pripovednih kontekstih, kot knjižne ilustracije in grafike, kasneje pa tudi v večjih slikah. Protestantska umetnost je nadaljevala zdaj standardno upodobitev Jezusovega fizičnega videza. Medtem je katoliška protireformacija ponovno potrdila pomen umetnosti pri pomoči vernikom in spodbudila proizvodnjo novih podob Jezusa ali vključno z njim v ogromnem številu, prav tako je še naprej uporabljala standardne upodobitve.
V 17. stoletju so nekateri pisci, kot je Thomas Browne v svoji Pseudodoxia Epidemica, kritizirali upodobitve Jezusa z dolgimi lasmi. Čeprav so nekateri učenjaki verjeli, da je Jezus nosil dolge lase, ker je bil naziret in si zato ni mogel striči las, Browne trdi, »da je bil naš Odrešenik naziret te vrste, nimamo razloga za to ugotavljati; saj je pil vino in so ga zato farizeji imenovali za pijanca; se je približal tudi mrtvim, kot takrat, ko je obudil Lazarja in Jairovo hčer.« 
Do konca 19. stoletja so se pojavila nova poročila o čudežnih podobah Jezusa, ki so še vedno deležna velike pozornosti, npr. fotografija Torinskega prta iz leta 1898, ki jo je naredil Secondo Pia, enega najbolj kontroverznih artefaktov v zgodovini, ki si ga je med razstavo maja 2010 ogledalo več kot 2 milijona ljudi. Druga upodobitev Jezusa iz 20. stoletja, in sicer podoba Božjega usmiljenja, ki temelji na videnju Favstine Kowalske, ima več kot 100 milijonov sledilcev. Prva kinematografska upodobitev Jezusa je bila v filmu La Passion du Christ iz leta 1897, produciran v Parizu, ki je trajal 5 minut. Od takrat so kinematografske upodobitve še naprej prikazovale Jezusa z brado v standardni zahodni upodobitvi, ki je podobna tradicionalnim podobam.
Prizor iz dokumentarnega filma Super Size Me je pokazal, da ameriški otroci ne morejo prepoznati običajne upodobitve Jezusa, čeprav prepoznajo druge figure, kot sta George Washington in Ronald McDonald.

## Običajne upodobitve
Običajne upodobitve Kristusa, razvite v srednjeveški umetnosti, vključujejo pripovedne prizore Jezusovega življenja in številne druge običajne upodobitve.
Pogosti pripovedni prizori iz Jezusovega življenja v umetnosti so:
- Jezusovo rojstvo v umetnosti
- Čaščenje pastirjev
- Poklon sv. Treh kraljev
- Odkritje v templju
- Jezusov krst
- Križanje Jezusa
- Snemanje s križa
- Poslednja sodba

Nabožne slike vključujejo:
- Marija z otrokom
- Kristus v slavi
- Kristus Pantokrator
- Srce Jezusovo
- Pietà (mati in mrtvi sin)
- Božje jagnje
- Človek žalosti
- Zamišljeni Kristus

## Razpon upodobitev
Nekatere lokalne tradicije so ohranile različne upodobitve, ki včasih odražajo lokalne rasne značilnosti, tako kot katoliške in pravoslavne upodobitve. Koptska cerkev v Egiptu se je ločila v 5. stoletju in ima značilno upodobitev Jezusa, skladno s koptsko umetnostjo. Etiopska cerkev se je razvila na koptskih tradicijah, vendar prikazuje Jezusa in vse svetopisemske osebnosti z etiopskim videzom svojih članov. Druge tradicije v Aziji in drugod prav tako prikazujejo Jezusovo raso kot lokalno prebivalstvo (glej kitajsko sliko v spodnji galeriji). V sodobnem času je takšna variacija postala pogostejša, vendar podobe, ki sledijo tradicionalni upodobitvi tako v fizičnem videzu kot v oblačilih, še vedno prevladujejo, morda presenetljivo. V Evropi je mogoče opaziti lokalne etnične težnje v upodobitvah Jezusa, na primer v španskem, nemškem ali zgodnjem nizozemskem slikarstvu, vendar so skoraj vedno okoliški liki še vedno močneje označeni. Na primer, Devica Marija je bila po videnju, o katerem poroča Brigita Švedska, pogosto prikazana s svetlimi lasmi, Kristusi pa so zelo redko bolj bledi kot svetlo rjavi.
Nekatere srednjeveške zahodne upodobitve, običajno srečanja v Emavsu, kjer ga njegovi učenci sprva ne prepoznajo (Lk. 24, 13–32), prikazujejo Jezusa z judovskim klobukom.
Leta 2001 je televizijska serija Božji sin uporabila eno od treh judovskih lobanj iz prvega stoletja iz vodilnega oddelka za forenzično znanost v Izraelu, da bi prikazala Jezusa na nov način. Obraz je s pomočjo forenzične antropologije izdelal Richard Neave, upokojeni medicinski umetnik z oddelka za umetnost v medicini Univerze v Manchestru. Obraz, ki ga je izdelal Neave, je nakazoval, da bi imel Jezus širok obraz in velik nos, in se je bistveno razlikoval od tradicionalnih upodobitev Jezusa v renesančni umetnosti. Dodatne informacije o Jezusovi barvi kože in las je zagotovil Mark Goodacre, poznavalec Nove zaveze in profesor na Univerzi Duke.
Z uporabo podob iz sinagoge iz 3. stoletja – najzgodnejših podob Judov – je Goodacre predlagal, da bi bila barva Jezusove kože temnejša in temnejša od njegove tradicionalne zahodne podobe. Predlagal je tudi, da bi imel kratke, skodrane lase in kratko postriženo brado. Čeprav je Jezusov obraz popolnoma špekulativen, je rezultat študije ugotovil, da bi bila Jezusova koža bolj olivne barve kot bela ali črna in da bi bil videti kot tipičen galilejski semit. Med temi je bilo tudi to, da Sveto pismo piše, da ga je moral Jezusov učenec Juda pokazati tistim, ki so ga aretirali v Getsemaniju. Nakazani argument je, da če bi se Jezusov fizični videz opazno razlikoval od njegovih učencev, bi ga bilo razmeroma enostavno prepoznati.

## Čudodelne Jezusove podobe
Obstaja pa nekaj slik, za katere se trdi, da realistično prikazujejo, kako je izgledal Jezus. Eno zgodnje izročilo, ki ga je zapisal Evzebij Cezarejski pravi, da si je Jezus nekoč umil obraz z vodo in ga nato posušil s krpo, pri čemer je na tkanini pustil vtisnjeno podobo svojega obraza. To je poslal kralju Abgarju iz Edese, ki je poslal glasnika, ki je prosil Jezusa, naj pride in ga ozdravi njegove bolezni. Ta podoba, imenovana Mandilion ali podoba iz Edese, se v zgodovini pojavi okoli leta 525. V obtoku so številne replike te »podobe, ki je niso naredile človeške roke«. Obstajajo tudi ikonske kompozicije Jezusa in Marije, za katere mnogi pravoslavci tradicionalno verjamejo, da izvirajo iz slik evangelista Luke.
Trenutno znana upodobitev je tista na Torinskem prtu, katere zapisi segajo v leto 1353. Polemika obkroža prt in njegov natančen izvor je še vedno predmet razprave.[78] Torinski prt spoštujejo kristjani različnih tradicij, vključno z baptisti, katoličani, luteranci, metodisti, pravoslavci, binkoštniki in prezbiterijanci. To je ena od katoliških pobožnosti, ki jih je odobril Sveti sedež, da Jezusovo sveto obličje zdaj uporablja podobo obraza na prtu, kot je bila prikazana v negativu fotografije, ki jo je leta 1898 posnel amaterski fotograf Secondo Pia. Podobe na samem prtu ni mogoče jasno videti s prostim očesom, Pia pa je presenetila do te mere, da je rekel, da je skoraj padel in razbil fotografsko ploščo, ko je zvečer 28. maja 1898 na njej prvič videl razvit negativ.
Pred letom 1898 je pobožnost do Jezusovega svetega obličja uporabljala podobo, ki temelji na Veronikinem prtu, kjer legenda pripoveduje, da je Veronika iz Jeruzalema srečala Jezusa ob Via Dolorosa na poti na Kalvarijo. Ko se je ustavila, da bi s svojo tančico obrisala pot z Jezusovega obraza, je bila podoba vtisnjena na blago. Uveljavitev teh podob kot katoliške pobožnosti izvira od sestre Marie iz svetega Petra in častitljivega Lea Duponta, ki sta jih začela in promovirala od leta 1844 do 1874 v Toursu v Franciji, in sestre Marie Pierine De Micheli, ki je podobo s Torinskega prta povezovala z pobožnosti leta 1936 v Milanu v Italiji.
Zelo priljubljena upodobitev 20. stoletja med katoličani in anglikanci je podoba Božjega usmiljenja [82], ki jo je aprila 2000 odobril papež Janez Pavel II.  Upodobitev Božjega usmiljenja se uradno uporablja pri praznovanjih nedelje Božjega usmiljenja in jo časti več kot 100 milijonov katoličanov, ki sledijo pobožnosti. Podoba ni del Acheiropoieta, saj so jo upodabljali sodobni umetniki, vendar naj bi bil vzorec podobe čudežno prikazan sveti Favstini Kowalski v Jezusovem videnju leta 1931 v Płocku na Poljskem. Favstina je v svoj dnevnik zapisala, da se ji je prikazal Jezus in jo prosil, naj »naslika podobo po vzorcu, ki ga vidiš«. Favstina je sčasoma našla umetnika (Eugene Kazimierowski), ki je upodobil Jezusovo podobo Božjega usmiljenja z dvignjeno desnico v znak blagoslova in z levo roko, ki se dotika oblačila blizu njegovih prsi, iz katerega izžarevata dva velika žarka, eden rdeč, drugi bel iz bližine svojega srca. Po Favstinini smrti so podobo naslikali številni drugi umetniki, med najbolj reproduciranimi pa je bila upodobitev Adolfa Hyla.
Warner Sallman je izjavil, da je bila Kristusova glava rezultat »čudežnega videnja, ki ga je prejel neke pozne noči« in razglasil, da je »odgovor prišel ob 2. uri zjutraj, januarja 1924« kot »videnje kot odgovor na mojo molitev k Bogu v obupu«. Kristusovo glavo častijo v koptski pravoslavni cerkvi, potem ko je dvanajstletni Isaac Ayoub, ki je zbolel za rakom, videl Jezusove oči na sliki, ki so točile solze; Fr. Ishaq Soliman iz koptske cerkve sv. Marka v Houstonu je istega dne »pričeval o čudežih«, naslednji dan pa je »dr. Atef Rizkalla, družinski zdravnik, pregledal mladostnika in potrdil, da ni sledi levkemije«. S škofovsko odobritvijo škofa Tadrosa iz Port Saida in škofa Yuhanna iz Kaira je bila »Sallmanova Kristusova glava razstavljena v koptski cerkvi«, pri čemer je cerkev obiskalo »več kot petdeset tisoč ljudi«, da bi si jo ogledali. Poleg tega je več verskih revij pojasnilo »moč Sallmanove slike« z dokumentiranjem dogodkov, kot so lovci na glave, ki so izpustili poslovneža in pobegnili, potem ko so videli sliko, »tat, ki je prekinil svoje dejanje, ko je videl Kristusovo glavo na sobni steni« in spreobrnitve nevernikov v krščanstvo na smrtni postelji. Kot izredno uspešno delo krščanske ljudske devocijske umetnosti je bilo do konca 20. stoletja reproducirano več kot pol milijarde krat po vsem svetu.

## Polemike
Upodobitev Jezusa je bila sporna od sinode v Elviri leta 306, ki v 36. kanonu navaja, da v cerkvi ne sme biti nobene bogoslužne podobe.
V 16. stoletju so Jean Calvin in drugi protestantski reformatorji obsodili malikovanje podob Kristusa in pozvali k njihovi odstranitvi. Zaradi razumevanja druge od desetih zapovedi večina evangeličanov nima upodobitve Jezusa v svojih krajih čaščenja.

## Primeri
- Upodobitev Jezusa, ki se pelje na svojem vozu. Mozaik iz 3. stoletja na vatikanskih jamah pod baziliko svetega Petra.
- Jezus upodobljen na zgodnjem bizantinskem kovancu iz 8. stoletja. Po bizantinskem ikonoklazmu je bil na vseh kovancih Kristus.
- Rekonstrukcija slike Jezusa Kristusa Vzhodne cerkve, 9. stoletje.
- Kristus brez brade v anglosaksonski New Minster Charter, Winchester, sredina 10. stoletja
- Rekonstrukcija podobe ustoličenega Jezusa (Yišō) na zastavi manihejskega templja iz ok. Qocho iz 10. stoletja (Vzhodna Srednja Azija).
- Kristus Pantokrator iz 11. stoletja s svetniškim sijem v obliki križa, ki so ga uporabljali ves srednji vek. Značilno je, da je prikazan kot podoben umetnikovi kulturi po potezah in tonu kože.
- Vzhodno pravoslavna ikona "Kristus vse usmiljenje".
- Manihejska slika Bude Jezusa, kitajski viseči zvitek iz 12. ali 13. stoletja, ki prikazuje Jezusa Kristusa kot manihejskega preroka Yišōja.
- Jezus Kristus Pantokrator - mozaik iz Hagije Sofije iz 13. stoletja.
- Nenavadna podoba Jezusa iz 15. stoletja kot srednjeveškega viteza s pripisanim grbom, ki temelji na Veronikinem prtu
- Kristusov krst, Piero della Francesca, ok. 1448-1450
- Pietro Perugino, prikazuje Križanje kot Stabat Mater.
- Kristus, trpeči odrešenik, ok. 1488–1500, Andrea Mantegna
- Nestorijansko Jezusovo križanje, ilustracija iz Nestorijanskega evangelija, 16. stoletje.
- Palma il Vecchio, Kristusova glava, 16. st., Italija
- Marija in Kristus, Poslednji sodbi, Michelangelo (1541 ta upodobitev je bila zelo kritizirana.
- Križanje, 1558, Tizian.
- Jezusova spremenitev ki ga prikazuje z Elijem, Mojzesom in tremi apostoli, Carracci, 1594.
- Jezus, star 12 let, Jezus med zdravniki (kot otrok, ki razpravlja v templju) Jusepe de Ribera.
- Vstajenje Noëla Coypela, 1700, z uporabo lebdeče upodobitve Jezusa.
- Trevisanijeva upodobitev tipičnega krstnega prizora z odprtim nebom in spuščanjem Svetega Duha kot goloba, 1723.
- Ruska ikona Kristusa Pantokratorja iz 19. stoletja.
- Tradicionalna etiopska upodobitev Jezusa in Marije z značilnimi etiopskimi potezami.
- Jezusova glava (1890) Enriqueja Simoneta.
- Mozaik Kristusa Pantokratorja v kupoli nad katolikonom cerkve Svetega groba v Jeruzalemu.
- Jezus kot dobri pastir (1932) v vitražu v St John's Ashfield.
- Freska (1951), ki prikazuje Jezusov krst v tipični haitijski podeželski pokrajini, Cathédrale de Sainte Trinité, Port-au-Prince, Haiti.
- Freska Beseda življenja (1964) na stranski strani knjižnice Hesburgh na Univerzi Notre Dame, Indiana.

### Kipi
- Monumento al Divino Salvador del Mundo je znamenita znamenitost, ki predstavlja mesto San Salvador. Simbolizira preobrazbo Jezusa, ki stoji na vrhu Zemlje kot odrešenika sveta
- Kristusa kralj na Portugalskem
- Kristus Odrešenik, najbolj znana ikona v Riu de Janeiru v Braziliji
- Kristus v slavi, stolnica v Chartresu
- MichelangelovaPietà, 1498-99, prikazuje Marijo, ki drži Jezusovo truplo
- Cristo de la Concordia v Boliviji, za katerega se trdi, da je največji kip Jezusa, kar jih je bilo kdaj narejeno
- Cristo del Otero, nad Palencio, Španija
- Kristus Bertela Thorvaldsena, cerkev Naše Gospe, København
- Otrok Jezus iz Prage, eden od številnih miniaturnih kipov mladega Jezusa, ki jih verniki zelo častijo
- Lux Mundi, kip Jezusa, Tom Tsuchiya končan leta 2012[77]
- Deček Jezus kot dobri pastir, Cerkev dobrega pastirja (Rosemont, Pennsylvania)